# Gene Force
Gene Force, ameriški dirkač Formule 1, * 15. junij 1916, New Madison, Ohio, ZDA, † 21. avgust 1983, Brooklyn, Michigan, ZDA.

## Življenjepis
Force je pokojni ameriški dirkač, ki je med letoma 1951 in 1960 sodeloval na ameriški dirki Indianapolis 500, ki je med letoma 1950 in 1960 štela tudi za prvenstvo Formule 1. Najboljši rezultat je dosegel na dirki leta 1951, ko je zasedel enajsto mesto. Umrl je leta 1983.